# Departamento Totoral

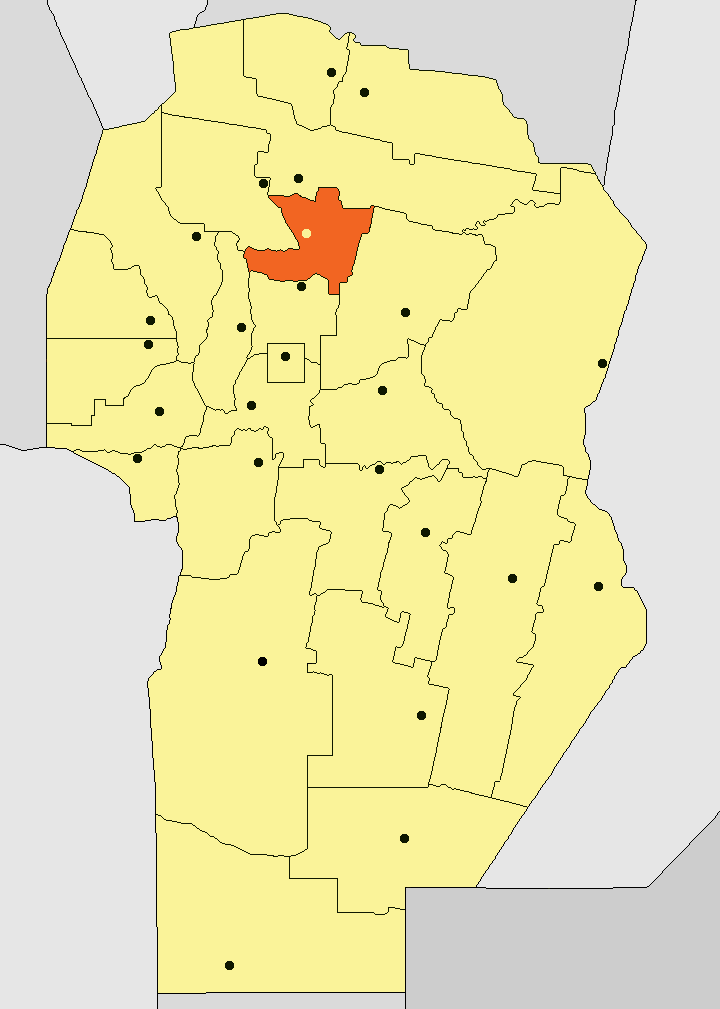
Lage des Departamento Tororal in der Provinz Córdoba

Totoral ist ein Departamento im nördlichen Zentrum der zentralargentinischen Provinz Córdoba.
Insgesamt leben dort 22.495 Menschen auf 3051 km². Die Bevölkerungsdichte beträgt somit 7,4 Einwohner pro km². Die Hauptstadt des Departamento ist Villa del Totoral, sie liegt 77 km von der Provinzhauptstadt Córdoba entfernt.

## Städte und Dörfer
- Candelaria Sud
- Cañada de Luque
- Capilla de Sitón
- La Pampa
- Las Peñas
- Los Mistoles
- Sarmiento
- Simbolar
- Sinsacate
- Villa del Totoral[2]